# Hűtőközeg
A hűtőközeg olyan anyag, amely valamilyen hűtőgépben lehetőséget ad arra, hogy hőt szállítsunk alacsony hőmérsékletű helyről magas hőmérsékletű helyre. Legtöbbjüket hűtő körfolyamatban, kompresszoros hűtőgépek munkaközegeként használják; ebben a minőségben elpárolgásra és kondenzációra alkalmas anyagokat. Ilyenek a nyílt láncú szénhidrogének halogénezett vegyületei; az ammónia, de történelmileg széndioxidos, kéndioxidos hűtőgépeket is használtak.
Nem szabad összetéveszteni a hűtőközegeket a közvetítőközegekkel. Erre a célra – az alkalmazott közeghőmérsékletektől függően – vizet, vagy fagyálló folyadékokat, így etilénglikolt, propilén-glikolt, és sóleveket (pl. konyhasóoldatot, Minusolt,) használnak.
A hűtőközegeket tévesen gázoknak nevezik. Tárolás közben (palackban) folyadék és gőz elegye található; ennek a neve a hűtéstechnikában: nedves gőz. Az anyagok csak a kritikus pont felett viselkedhetnek gázként. Üzem közben a hűtőközeg gőz állapotban van; például a kompresszió munkafolyamata alatt túlhevített gőz.

## Fizikai tulajdonságok
Ideálisnak tekintjük a hűtőközeget, ha termodinamikai tulajdonságaik megfelelőek, kémiailag közömbösek, és biztonságosak. Forráspontjuk alkalmazkodjék a megkívánt hőmérséklethez, legyen nagy a párolgáshőjük, legyen kicsi a sűrűségük folyadék állapotban, de nagy a gőzállapotban. Ehhez járul még, ha viszonylag magas a kritikus pontjuk.
A szerkezeti anyagok számára előnyösek a nem korrozív hűtőközegek, a munkavédelmi szempontból előnyös, ha a hűtőközeg nem mérgező, és nem gyúlékony, vagy legalábbis magas a lobbanáspontja.
A hűtőkompresszor mozgó részeinek olajkenésre van szükségük. Vannak hűtőközegek, amelyek a magas hőmérsékletű, mások viszont az alacsony hőmérsékletű szerkezeti elemekben oldják a kenőolajat. Éppígy: a kenőolaj is oldja a hűtőközeget. Az így létrejövő oldatnak általában csökken a viszkozitása, tehát romlik a kenőképessége; például túlhevítéses kompresszorüzemben a kompresszió végén jelentős súrlódási túlmelegedés jöhet létre. Ha az elpárologtatóban kiválik a hűtőközegből a kenőolaj, esetleg olajréteget képez a hőátadó felületeken, hőszigetelőként viselkedik, jelentősen rontva a hőátadás mértékét.

## Történetük
A korai hűtőberendezések kén-dioxidot (1875), szén-dioxidot (1881), metilétert (1875), metil-kloridot (1878), vagy ammóniát (1873) használtak. Legtöbbjük mérgező, vagy korrozív, ezért tört előre a halogénezett szénhidrogének alkalmazása. Az ammónia (R717) jelenleg is használatos, mivel a környezetet nem károsítja, gazdaságos, és energiatakarékos (igen nagy a párolgáshője). A szén-dioxid (R744) hasonlóképpen tartja elfogadottságát
A difluor-diklórmetán és más hasonló hűtőközegek felfedezése Swarts belga vegyész nevéhez fűződik (1898). Ezek ipari gyártása 1913 után kezdődött. Ezt a vegyületet a du Pont 1930 óta Freon 12 néven gyártja. Albert L. Henne 1936-ban szintetizálta a jelenleg is nagy fontosságú R134a (1,1,1,2-tetrafluoretán) hűtőközeget. 1945-ben létrehozták az R13-as hűtőközeget, 1950-ben az első keverék hűtőközeget, az R-500-at. 1977-ben az Egyesült Államokban betiltották a halogénezett szénhidrogének hajtógázként való alkalmazását (dezodorok, hajlakkok).
A tapasztalati képlet alapján – leegyszerűsítve – elmondható, hogy a sok hidrogénatomot tartalmazó vegyületek tűzveszélyesek, a klórtartalmúak károsítják az ózonréteget, a fluortartalmúak viszont növelik az általános felmelegedés jelenségét.
1974-ben James Lovelock felfedezte a Föld légkörében felhalmozódó klórozott szénhidrogéneket. Frank Sherwood Rowland és José Mario Molina-Pasquel Henriquez kimutatta ezen anyagoknak az ózonrétegre kifejtett káros hatását, amit 1995-ben Nobel-díjjal jutalmaztak.
1980-ra világossá vált, hogy némely halogénezett szénhidrogén, mint az R-12, vagy az R-22, felelős a Föld ózonrétegének elvékonyodásáért. Ezeket széles körben alkalmazták a klímaberendezésekben, a hűtőgépekben, és a hűtőházakban, különösképpen az R11-et, amelynek igen magas a forráspontja, így alacsony nyomású gépekben elterjedten használták. Az R-12 gyártását 1995-ös hatállyal felfüggesztették az Egyesült Államokban. Az R-22 gyártását 2020-ra be kell szüntetni. Az 1,1,1,2-tetrafluoretán (R-134a) és klórt nem tartalmazó elegyek képesek lesznek helyettesíteni ezeket. Így az R-22 helyettesítője lehet az R-32 és az R-125 fele-fele arányú keveréke (többnyire Puron név alatt). Az R32, az R-125 és az R-134a keveréke magasabb kritikus hőmérsékletével alacsonyabb  globális felmelegedési hatást (GWP) mutat, mint az R-410A, vagy az R-407C.
A halogénezett szénhidrogének betiltását sokan megkérdőjelezik, mégis, jelenleg az ártalmas anyagok közt tartják nyilván ezeket a Kiotói jegyzőkönyv (United Nations Framework Convention on Climate Change) értelmében. Az Európai Unió 2006-ban fogadta el az üvegházhatású gázokra vonatkozó szabályozást. Az a klimatikus viszonyokat nem befolyásoló természetes hűtőközegekre nem vonatkozik. A korábban üzembe helyezett gépek, amelyek metil-formát (R-611), klórmetán,  diklórmetán (Carrene néven) továbbra is használhatóak; a metil-formát esetében például a General Electric hűtőgépeiben. Az eredetileg R-22 számára tervezett gépekben nagy tisztaságú propán is használható. Ez bár nem toxikus, de tűzveszélyes. Szagosító anyagként etil-merkaptánt használnak hogy a tömítetlenségek könnyen felismerhetőek legyenek.

### Ipari elnevezések
A bonyolult gyártási folyamat szükségessé tette, hogy a gyártó cégek védjegyoltalom alatt hozzák forgalomba termékeiket.
| gyártó cég                        | elnevezés |
| --------------------------------- | --------- |
| Imperial Chemicals                | Arcton    |
| Daikin Industries                 | Daiflon   |
| Elf Atochem                       | Forane    |
| Du Pont                           | Freon     |
| Carrier Engineering Corporation   | Carrene   |
| Du Pont                           | Suva      |
| Hoechst                           | Frigen    |
| Solvay Fluor GmbH                 | Frigen    |
| Solvay Fluor GmbH                 | Solcane   |
| Allied Signal                     | Genetron  |
| ASP International                 | Halon     |
| Rhone-Poulenc                     | Isceon    |
| Pennsylvania Salt                 | Isotron   |
| Jefferson Chemical                | Jeffcool  |
| Joh. A. Benckisher                | Kaltron   |
| Formosa Plastics                  | Taisoton  |
| Du Pont Mitsui                    | Vertrel   |
| Union Carbide                     | Ucon      |
| Ausimont S.p.A.                   | Algofrene |
| Ausimont S.p.A.                   | Meforex   |
| Asahi Glass Co. Ltd.              | Asahifron |
| SRF Limited                       | Floron    |
| Intermagnetic General             | Frigc     |
| Honeywell (Alied Signal Inc)      | Genesolv  |
| American Pacific Corporation Inc. | Halotron  |

Forrás: Ózonréteg károsító anyagok információs lapja

## Felhasználásuk
A természetes hűtőközegek nem károsítják az ózonréteget, általános felmelegítő hatása (üvegházhatása) csupán a szén-dioxidnak van. Az üvegházhatást a széndioxidra vonatkoztatva határozzák meg; hányszor nagyobb valamely anyagnak az egy kilogramm széndioxid által száz év alatt keltett felmelegítési képességhez viszonyítva. Szempont az is, hogy a széndioxid nem éghető anyag, és az ózonréteget nem károsítja. Az 5 % térfogattörtnél töményebb elegy belégzése már halálos. Az R-134a némileg globális felmelegedést okoz, de a szintetikus kenőolajokkal jól használható. Az R-12 használata előnyös a kompresszorok kenőolaja szempontjából.
A General Motors újfajta, a Honeywell által gyártott hidroflouro-olefin hűtőközeget mutatott be HFO-1234yf jelzéssel, amelyet 2013-tól kezdve folyamatosan gyártani fog Ez az új hűtőközeg az általános felmelegítési hatás tekintetében igen jónak ígérkezik. Becslések szerint 11 nap alatt lebomlik a Föld légkörében, szemben az R-134a 13 évig tartó lebomlásával. A dimetil-éter (DME) népszerűsége is folyamatosan növekszik.
A hűtőközegek közül néhánynak (például az R134a) belégzése pszichoaktív hatású; a megkönnyebbülés érzését kelti, ezért a kábítószerfüggés gyógyításában próbálják használni. Hatása kétséges, ezért nem engedélyezik feltétlenül.

## Közömbösítésük
1992 júliusa óta tilos a hűtőközegeket – akár véletlenül akár szándékosan – korlátozás nélkül a levegőbe engedni. A klórozott szénhidrogéneket szabályosan le kell fejteni, meg kell tisztítani a szennyeződésektől, és gondoskodni kell a hasznosításukról. Használt hűtőközegeket nem szabad keverékek alkotórészeként újrahasznosítani. Kezelésüknél alkalmazni kell a veszélyes anyagokra vonatkozó előírásokat.

## Kategorizálásuk
Az osztályba sorolás alapja lehet a hűtőközeg hőtani tulajdonsága, a tűzveszélyességi osztálya, és esetleges mérgező tulajdonsága.
A hűtőközegeket hőtani tulajdonságaik alapján az alábbi kategóriákba sorolják:
- Class 1 (első kategória). Ide tartoznak azok az anyagok, amelyek párolgáshője alacsony
- Class 2 (második kategória). Ide számítják a fajlagos hőkapacitás és a hőmérséklet-változás szorzata alapján előnyös közegeket, mint a levegő, a kalcium-klorid oldat, a nátrium-klorid oldat, az alkohol, és néhány fagyálló folyadék. Ide tartozik a legtöbb közvetítő közeg.
- Class 3 (harmadik kategória). Ide tartoznak a gázok, vagy gőzök oldásával működő gépek hűtőközegei. Ide sorolják azokat a közegeket, amelyek a hűtőközeg elnyeletésével lehetővé teszik az egyébként légnemű közegeknek cseppfolyósított formában történő szállítását.

Hűtőtechnikai szempontból a következő csoportosítást használjuk:
- Alacsony nyomású hűtőközegek. 0 °C-on alacsony a párolgási nyomásuk; atmoszferikus nyomáson magas a párolgási hőmérsékletük. Ezeket a közegeket használjuk klímaberendezésekben. Párolgási hőmérsékletük: R-718 víz: 100 °C, R-112 tetraklór-difluoretán: 91,5 °C, R13B1 bróm-trifluormetán: 51,8 °C, R-407A: 40 °C, R11 (tiltott) triklór-fluor-metán: 23 °C
- Középnyomású hűtőközegek. Általános hűtési célokra alkalmasak. R-764 kéndioxid: -10 °C, R-12 (tiltott) diklór-difluormetán: −29,8 °C, R-717 ammónia: −33,3 °C
- Magas nyomású hűtőközegek. 0 °C-on igen magas a párolgási nyomásuk; atmoszferikus nyomáson rendkívül alacsony a párolgási hőmérsékletük. Ilyen közegeket használunk mélyhűtési célú rendszerekben. R-744 széndioxid: -57 °C, R-13 klór-trifluormetán: -81 °C[18]

Az ASHRAE (Amerikai hűtő- fűtő és klimatizáló mérnökök egyesülete) mérgező hatás szerinti osztályai szerint, ha a közeg 400 milliomodrésznyi a levegőben, idővel súlyozva (TWA Time-weighted average):
- Class A: nem mérgezőek
- Class B: mérgezőek

A ammónia a légutakban mindig jelen lévő vízzel lúgot alkot, és ezzel a nyálkahártyák felmaródását okozza. Azonban annyira kellemetlen illata van, hogy a tömítetlenségeket, szivárgásokat még a laikusok is idejében felismerik.
Az ASHRAE tűzveszélyességi osztályozása:
- Class 1: nem éghetőek
- Class 2: közepes lángterjedési sebesség 0,1 kg/m³ tömegkoncentráció felett, és az égéshőjük kisebb, mint 19 MJ/kg. Ide tartozik az ammónia is.
- Class 3: könnyen éghetőek 0,1 kg/m³ tömegkoncentráció alatt is, égéshőjük nagyobb, mint 19 MJ/kg[17] (Az égéshő értékét eredetileg BTU mértékegységben számolták)

Az európai (és így a magyar) szabvány a fentieket az L osztályba sorolja. Az L2 osztály például tartalmazza az A2, B1, B2 (fent említett) csoportokat. A szabvány kivonata a CEN honlapján látható, Németország közli a szabvány legfrissebb változatát
A betűjeleket több eltérő értelemben használják. Az R mondatok esetében az R betű a risk (kockázat) rövidítése, az S pedig a safety (biztonság) jele. A hűtőközegek azonosításánál az R betű a refrigerant (hűtőközeg) szót jelenti.
A hűtőközegek azonosítását jelentősen zavarta az eltérő kémiai elnevezésük: CFC (Chlorofluorocarbon), HFC (Hydrofluorocarbon), HCFC (Hydrochlorofluorocarbon), PFC (perfluorocarbon). Az egységesítésüket a du Pont kezdeményezte, és az ASHRAE rendezte. A jelölési rendszer a molekulaképlet alapján értelmezhető. Ha 90-et adunk az azonosító számhoz, a kapott három számjegyű szám jegyeinek jelentése: a szénatomok, a hidrogénatomok, majd a fluoratomok száma. Másképpen kifejezve:
- szénatomok – 1
- hidrogénatomok +1
- fluoratomok száma

A vezető nullát nem írják, ezért a metán származékai mind két számjegyűek. A maradék kötéseket nem számlálják, ezek a klóratomokat azonosítják. Az izomereket az abc betűinek hozzátoldásával jelölik.
Az R-400 sorozatot a zeotrop elegyek azonosítására tartották fenn, az R-500 sorozatot az azeotrópos elegyek számára. Az azonos anyagokból képzett, különböző összetételű elegyeket nagybetűvel jelzik, például R-407A, R-407C.
Példaképpen az R-134a tartalmaz 1 szénatomot, 2 hidrogénatomot és 4 fluoratomot. Az azonos összegképletű izomerek közül (R-134, R-134a, R-134b, R-134c) ez a legjobban használható anyag hűtési célokra.
A fenti betűjeleken kívül előfordul még a P betű is: P (propellant). Például a difluor-diklórmetán  hűtőközegként is és hűtőfolyadékként is R-12; hajtógázként néha a P-12 jelet kapja (a köznyelvben Freon-12).
Ha a kiegészítő betű C, akkor ciklusos vegyületről (heterociklusos vegyületek, cikloalkánok) van szó. Például RC318 oktafluor-ciklobután, C4F8

### Többkomponensű elegyek

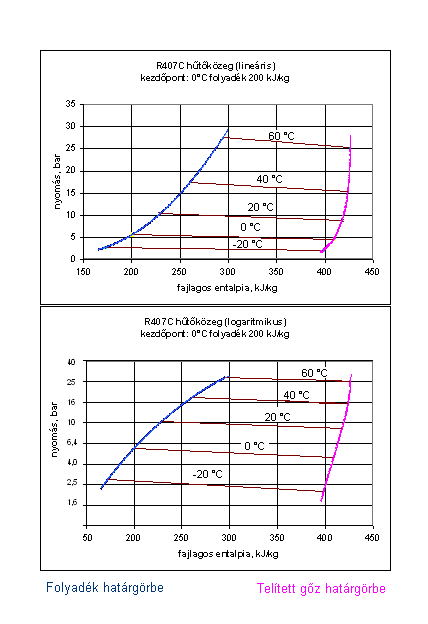
R407C nyomás-entalpia diagramja, a nedves gőz izotermákkal

Az összetételi arányt a hűtőközegek adatlapjain tömegtörtben szokás megadni
- R-401A  azeotrop elegy; 53 % R-32, 13 % R-152a és 34 % R-124, az R-12 helyettesítésére,[23] középnyomású hűtőközeg
- R-404A  "közel azeotrop"  elegy 52 %  R-143a, 44 % R-125 és 4 % R-134a, az R-22, illetva az R-502 helyettesítésére. Forráspontja −46,5 °C, tehát nagynyomású hűtőközeg, folyadékának sűrűsége 485 kg/m³[24]
- R-406A zeotrop elegy 55 % R-22, 4 % R-600a és 41 % R-142b.
- R-407A zeotrop elegy 20 % R-32, 40 % R-125 és 40 % R-134a.[25]
- R-407C zeotrop elegy; 23 % R-32, 25 % R-125 és 52 % R-134a.[26] Az R-32 adja a nagy fajlagos hőkapacitást, az R-125 csökkenti a gyúlékonyságot, és az R-134a adja az alacsony működési nyomást[27] A folyadék forráspontja (buborékpont) −43,6 °C, a telített gőz (harmatpont) −37 °C.[28] Kritikus pontja 84,7 °C
- R-408A zeotrop elegy 47 % R-22, 7 % R-125 és 46 % R-143a.[29] Helyettesítője az R-502-nek. Forráspontja −44,4 °C.[30]
- R-409A zeotrop elegy: 60 % R-22, 25 % R-124, és 15 % R-142b.[31] Forráspontja −35,3 °C, kritikus hőmérséklete 109,4 °C.[32] Az R-12 helyettesítője
- R-410A közel azeotrop elegy: 50 % R-32 és 50 % R-125.[33] Az Egyesült Államok Környezetvédelmi Hivatala az R-22 helyettesítőjeként fogadta el háztartási és kis teljesítményű klímaberendezések számára.[34] Forráspontja −51 °C
- R-500 azeotrop elegy: 73,8 % R-12 és 26,2 % R-152a. Forráspontja −33,6 °C
- R-502 azeotrop elegy: 48,8 % R-22 és 51,2 % R-115. Forráspontja −42,3 °C

## A levegő mint hűtőközeg
A levegőt háztartásokban, gépjárművekben, és a repülésben használják légkondicionálásra és hűtésre. Manapság nem tekintik eléggé hatékonynak (nagy fajlagos térfogata és alacsony fajlagos hőkapacitása miatt), számos jó tulajdonsága ellenére. Megfelelő expanziós és kompressziós technológiával gazdaságossá tehető, nem szennyezi a környezetet, ártalmatlan az állat- és növényvilágra.

## Hűtőfolyadékok

### Laboratóriumi hűtőfolyadékok
Hűtőfolyadékokat már a korábbi évszázadokban is alkalmaztak. Ezeket frigorific oldatoknak nevezték. Általában sóoldatok, melyeknek olvadás közben megváltozik az összetétele, de fagyáspontjuk állandó értéken marad. Ilyen tulajdonságú a víz–jég keverék, amelyben a víz és a jég aránya folyamatosan változik olvadás közben, de hőmérséklete nulla Celsius fok.

### Ipari folyadékhűtés
Sóoldalokat, vagy szerves vegyületeket használnak erre a célra: Magyarországon a Minusolt, vagy Frigogelt. A sóoldatok adatai az anyagi minőségtől függenek, és általában az eutektikus hőmérséklettel jellemezhetőek Szerves anyagok, mint a glikol, vagy a betain is alkalmazhatók közvetítőközegként.
Alkalmazásuk eltér a laboratóriumi felhasználástól, ugyanis
1. nem az a lényeges, hogy állandó értéken tartsák a hőmérsékletet, hanem, hogy nagy fajlagos hőkapacitásuk és kis áramlási veszteségük miatt a hűtőgépháztól nagy távolságra lehet hűtést végezni
2. a lehűtendő terméknek a folyadékba merítésével igen gyorssá tehető a hőmérséklet csökkenése. Ennek például a húsiparban van jelentősége

A hűtőfolyadékok adalékokat is tartalmaznak, például korróziógátló inhibitorokat.

## Továbbiak
- Hűtőközegek listája